# Leonardo Loredan

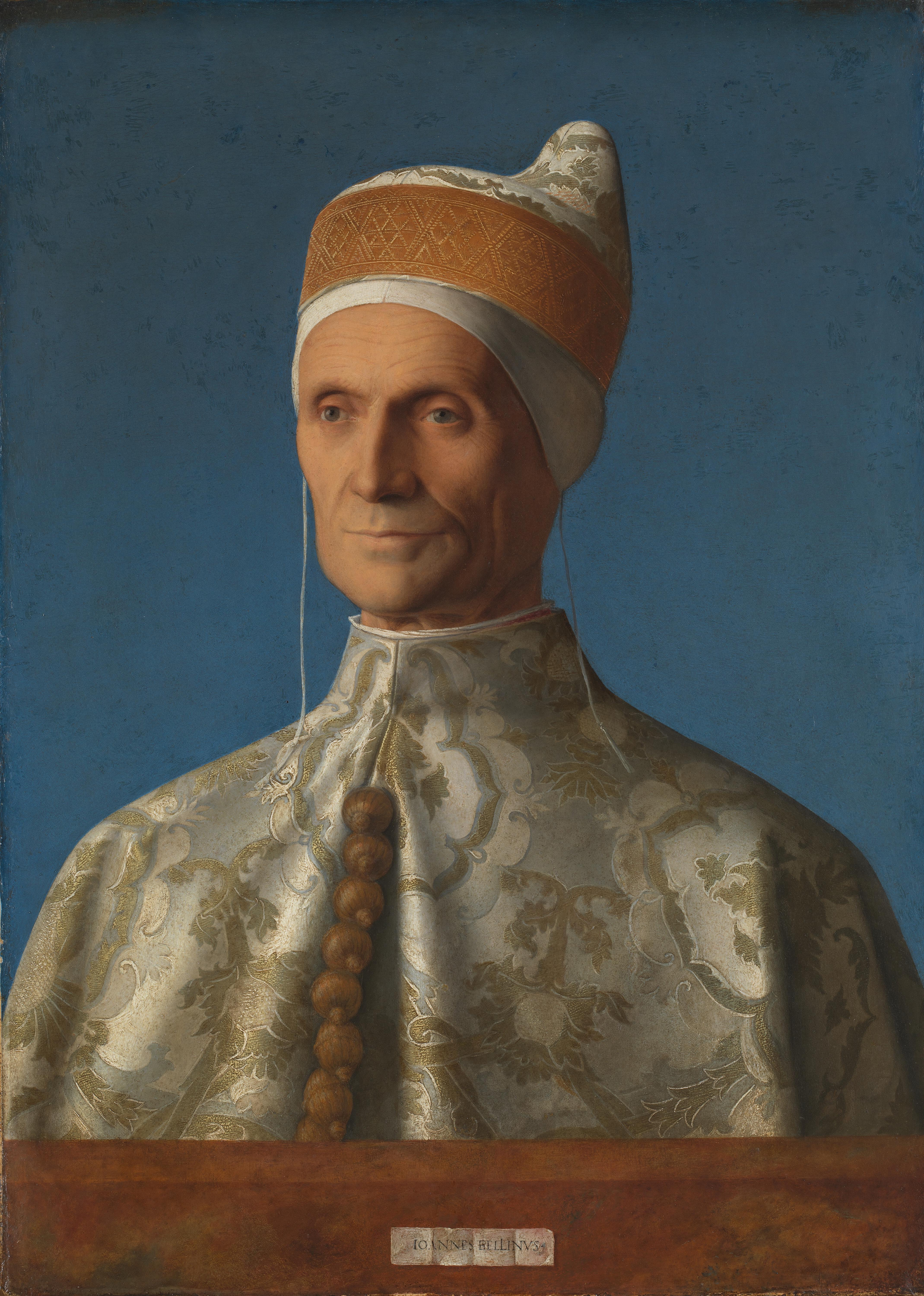
Giovanni Bellini: Porträt des Dogen Leonardo Loredan, nach 1501, Öl auf Holz, 61,6 mal 45,1 cm, seit 1844 im Besitz der National Gallery, London

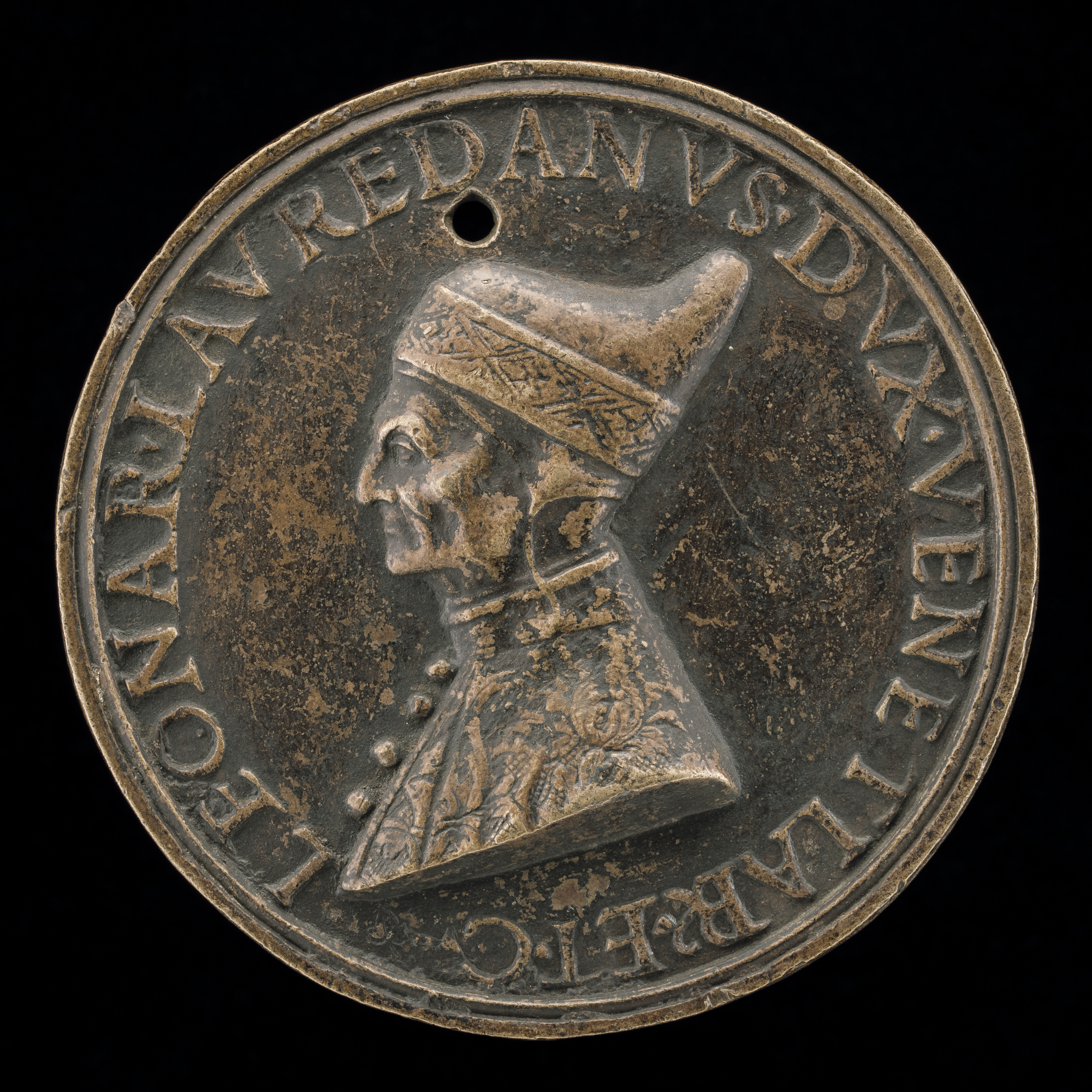
Bronzemedaille mit dem Porträt des Dogen, zwischen 1501 und 1510 entstanden, Durchmesser 6,3 cm, heute in der National Gallery of Art, Washington

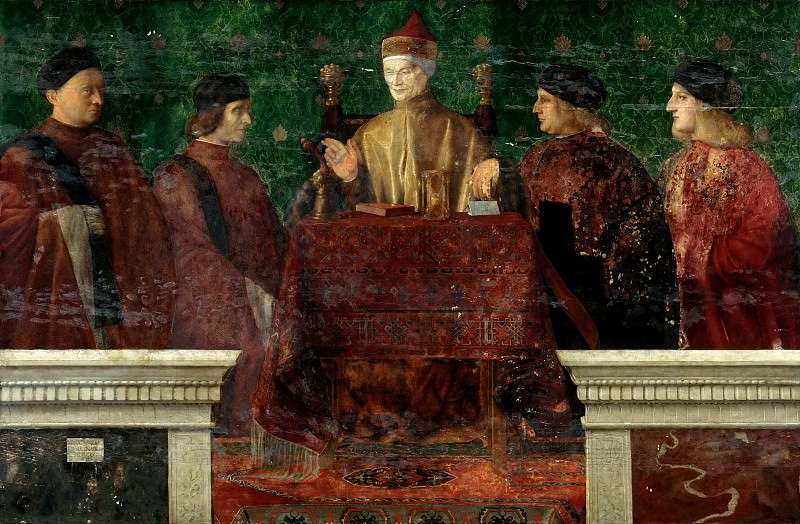
Giovanni Bellini: Leonardo Loredan, möglicherweise mit seinen Söhnen, nämlich Lorenzo (1462–1534), Girolamo (1468–1532), Alvise (1472–1521) und Bernardo (1481–1519), Tempera auf Pappelholz, 134,5 × 207,5 cm, entstanden 1507, seit 1935 im Besitz der Gemäldegalerie (Berlin)

Leonardo Loredan, auch Lunardo (* 16. November 1436 in Venedig; † 22. Juni 1521 ebenda), war von 1501 bis 1521 – wenn man der Zählweise der staatlich gesteuerten Geschichtsschreibung der Republik Venedig folgt – ihr 75. Doge.
Während seiner fast ein halbes Jahrhundert umfassenden Laufbahn wirkte er vor allem innerhalb der Stadt in höchsten beratenden Funktionen. Nur kurzzeitig war er außerhalb seiner Heimatstadt tätig, nämlich als Podestà auf dem oberitalienischen Festland – dieses Amt führte er 1485 bis 1487 in Padua –, oder an führender Stelle in diplomatischen Diensten, so 1495 und 1497. Bei letzterer Gelegenheit gelang es ihm, ein umfassendes Bündnis gegen die Ambitionen des Königs von Frankreich auf Süditalien zu schmieden. Seine weitgespannten familiären und politischen Beziehungen ermöglichten es ihm schließlich, sich bei der Wahl zum Dogen durchzusetzen.
Zunächst außenpolitisch erfolgreich, etwa durch Handelsverträge mit Süditalien und den Osmanen, verbanden sich die europäischen Großmächte in der Liga von Cambrai gegen Venedigs Ambitionen in Italien. Loredan gilt als „Retter Venedigs“, da es ihm gelang, in wechselnden Bündnissen und äußerster Anspannung der erheblichen Mittel der Stadt diese Bedrohung abzuwenden. Nach einem Sieg über eine kaiserliche Armee im Jahr 1515 folgten Einzelverträge, die den existenzbedrohenden Krieg schließlich beendeten.
Wesentliche Impulse zum Umbau des Gebietes um die Rialtobrücke und am Markusplatz gehen auf den Dogen zurück, sie sind bis heute prägend. Ähnliches gilt für die Befestigungsanlagen der venezianischen Städte auf dem oberitalienischen Festland, der Terraferma. Der 29. März 1516 gilt zudem als Gründungstag des jüdischen Quartiers, des Ghettos, das wohl auch aufgrund der zahlreichen Kriegsflüchtlinge aus Oberitalien entstand. Dieser kleine, nachts abgeriegelte, bald dicht besiedelte Bezirk, wurde später erweitert.

## Familie
Die Familie Loredan wurde erstmals in Venedig im Jahre 1015 urkundlich erwähnt. Ihre Angehörigen waren als Kaufleute, Diplomaten und im Militär tätig. Eine Familienangehörige namens Donata wurde nach seiner Rückkehr aus der genuesischen Gefangenschaft die Ehefrau Marco Polos.
Leonardo war der Erstgeborene des Gerolamo, genannt dal Barbaro, und der Donata Donà di Natale, einer Nichte Pietros, des Erzbischofs von Candia, der Hauptstadt der von Venedig beherrschten Insel Kreta. Gerolamo gehörte der venezianischen Gemeinde San Vidal an.
Aus der 1461 geschlossenen Ehe Leonardo Loredans mit Morosina Giustinian di Pancrazio di Marco, die aus dem vermögenden Familienzweig von San Moisè stammte, gingen fünf Söhne und vier Töchter hervor. Sie selbst starb im Jahr 1501. Die Söhne waren der spätere Prokurator von San Marco Lorenzo Loredan (1462–1534), dann Girolamo (1468–1532), der am Ende der einzige war, der den Familienzweig fortsetzte, also männliche Erben hatte, schließlich Alvise (1472–1521), sowie Vincenzo (der 1499 in Tripolis starb) und Bernardo (1481–1519). Die vier Töchter waren Donata, die Giacomo Gussoni da San Vitale heiratete, Maria († 1497), die Giovanni Venier heiratete, den Vater des späteren Dogen Francesco Venier (1554–1556), Paola, die Giovanni Alvise Venier ehelichte, einen Nachkommen des Dogen Antonio Venier (1382–1400), und schließlich Elisabetta, die Frau des Zaccaria Priuli.

## Leben

### Ämterlaufbahn (1453/1455–1501)

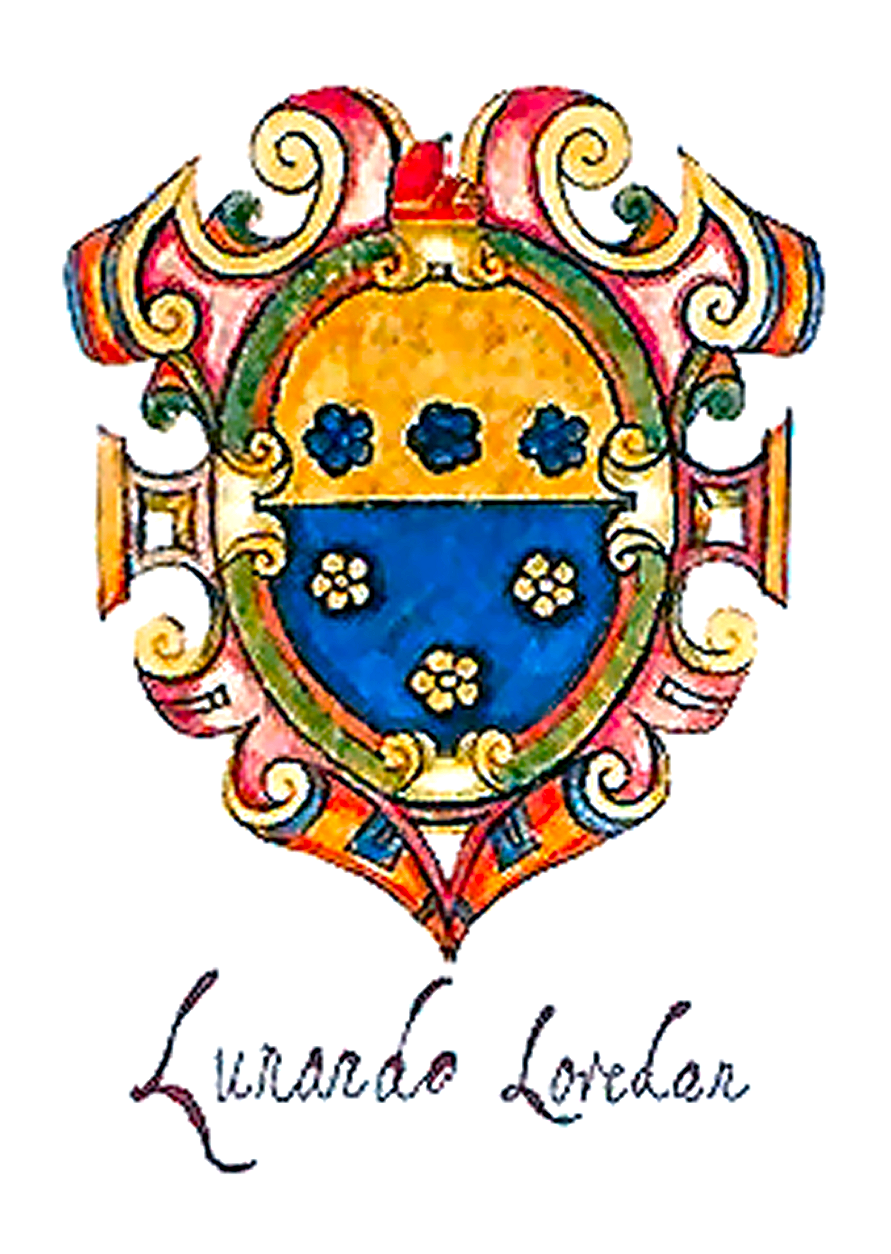
Wappen des „Lunardo Loredan“, frühes 17. Jahrhundert

Leonardo Loredan wurde am 16. November 1453 in die Avogaria di comun gewählt, womit er als Rechtsvertreter der Kommune auftrat. Seine politische Karriere begann jedoch erst mit der Wahl vom 13. Dezember 1455 im Großen Rat zum Mitglied der Giudici di petizion. Als Bürge trat für ihn Filippo Loredan di Giovanni auf.
Nach einer längeren Unterbrechung folgte binnen weniger Jahre eine ganze Reihe von Ämtern. Am 13. November 1468 wurde er Console dei Mercanti und am 27. September 1471 wurde er als einer der Auditori novi benannt. Am 15. November 1473 wurde er zum Camerlengo di Comun gewählt, 1479 zum Provveditore al Sale. Dieses neben der Weizenkammer zentrale Instrument der Handelssteuerung, nämlich des überaus wichtigen Salzes, erforderte ein Höchstmaß an Rechenhaftigkeit und minutiöser Überwachung. Dementsprechend wurde er 1480, zusammen mit Marco und Agostino Soranzo, Andrea Erizzo, Paolo Contarini und Nicolò Donà dazu bestimmt, die rund 30.000 Dukaten zu verwalten, die aus freiwilligen Beiträgen zusammengekommen waren, um dem Bau der Kirche Santa Maria dei Miracoli zu dienen. Diese Kirche in der Gemeinde San Leone im Sestiere Cannaregio war ein Projekt des Pietro Lombardo und seiner Söhne.
1481 wurde Loredan zum Savio di Terraferma gewählt, er war also für den Teil Oberitaliens zuständig, den Venedig in den letzten Jahrzehnten erobert hatte, am 20. Oktober 1483 erneut zu einem der Avogadori di Comun. Im November 1483 war er einer der Elektoren bei der Wahl des neuen Dogen Marco Barbarigo.

#### Im inneren Kreis (ab 1485), Podestà von Padua (1487–1489), Dogenrat
Zwischen 1485 und 1486 wurde er wieder Savio del Consiglio, wo er seine Expertise einbringen konnte. Am 29. April 1487 wurde er in das Amt des Podestà von Padua gewählt, ein Amt, das zuvor Antonio Venier innegehabt hatte.
Offenbar war er dort bis 1489 so erfolgreich, dass er nunmehr in das Amt eines Consigliere ducale, eines Ratgebers des Dogen gewählt wurde. 1490 wurde er abermals zum Savio del Consiglio berufen, am 1. August 1491 wurde er erneut in das prestigereiche Amt des Consigliere ducale gewählt. Für das Sestiere Cannaregio trat er ab 1492 wieder als Savio del Consiglio auf.
Im Juli 1492 erlangte er schließlich eines der höchsten Ämter, nämlich das eines Prokuratoren von S. Marco de citra. Mit diesen Ämtern und Erfahrungen war er im Kern des Machtzirkels angelangt. Ab dem 3. Mai 1493 zählte er zu den Governatori alle Entrate, war also für alle Staatseinnahmen mitzuständig. In den Jahren 1495 bis 1501 wurde er ohne Unterbrechung zum Savio del Consiglio gewählt.

#### Bündnis gegen Karl VIII. von Frankreich (1495), diplomatische Dienste
Als Prokurator und Savio del Consiglio wurde er vom Dogen Agostino Barbarigo als einer der Gesandten ausgewählt, um das Bündnis zur gegenseitigen Verteidigung auszuhandeln, das am 31. März 1495 zwischen Venedig, Papst Alexander VI., König Maximilian I., dann mit den Herrschern der Iberischen Halbinsel Ferdinand und Isabella sowie mit Ludovico Sforza, dem Herzog von Mailand zum Abschluss kam. Dem schloss sich auch Heinrich VII. von England an. Dieses Bündnis richtete sich gegen die militärischen Ambitionen des französischen Königs Karl VIII., dem es im Februar gelungen war, ohne nennenswerten Widerstand Neapel zu gewinnen. Unter der Führung des Markgrafen von Mantua Francesco II. Gonzaga siegten die vereinigten Armeen in der Schlacht bei Fornovo am 6. Juli. Der König von Frankreich verließ nach dieser Niederlage Italien.
Im Oktober desselben Jahres unterzeichnete Loredan den Vertrag mit Nicolò Orsini, dem Grafen des toskanischen Pitigliano, der damit das Amt des Governatore generale aller Landtruppen Venedigs für drei bis vier Jahre übernahm. Im Januar 1497 ratifizierte er im Einvernehmen mit dem Savio di Terraferma Lodovico Venier und im Namen des Dogen die Übernahme des süditalienischen Tarent.

#### Wahl zum Dogen (1501)

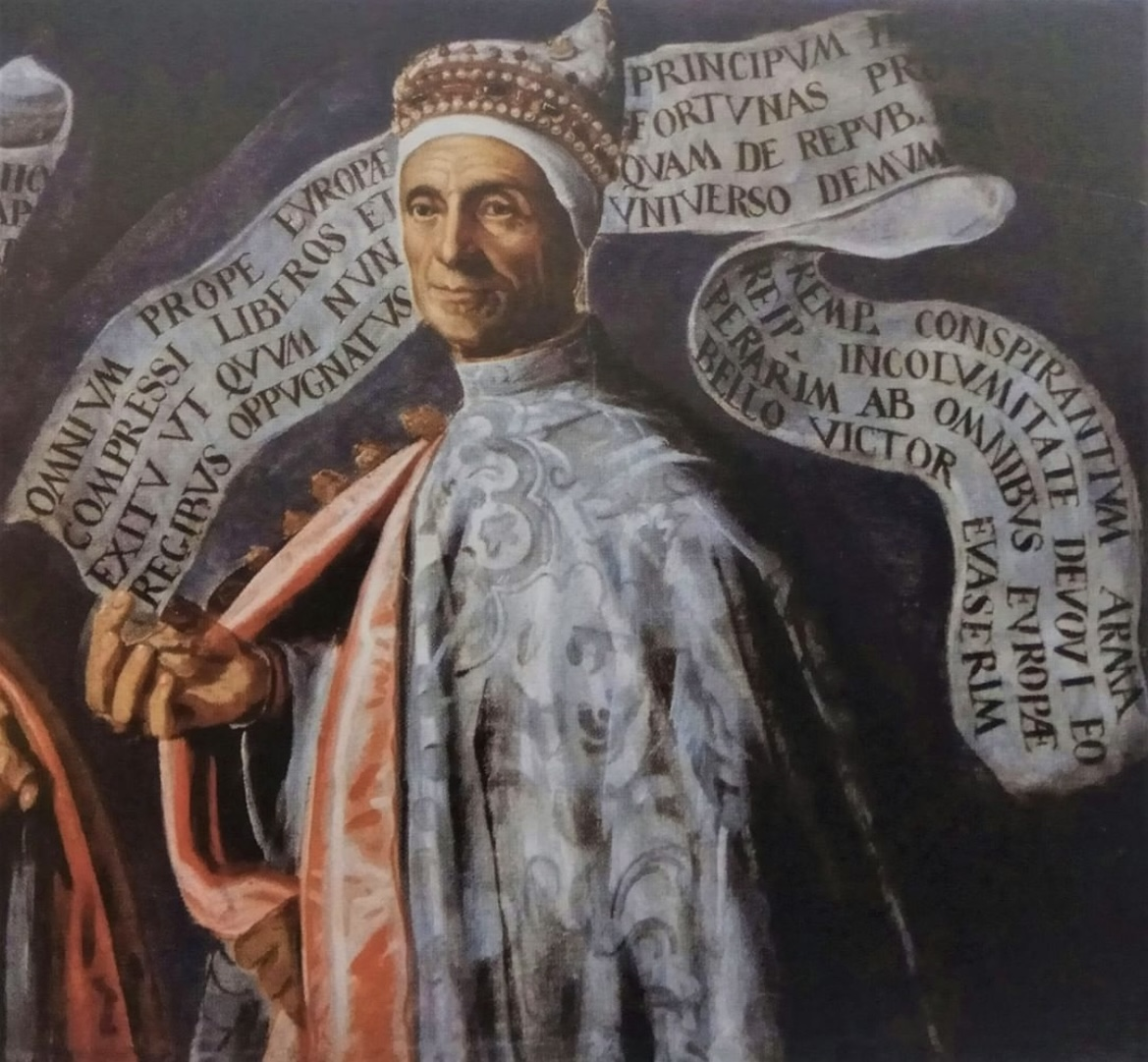
Domenico Tintoretto: Darstellung des Dogen im Dogenpalast, die in einem Spruchband seine Verdienste hervorhebt. Das Bildnis ist eines der 38 Doppel-Dogenporträts im Saal des Großen Rates.

Am 11. Juli 1501 wurde Leonardo Loredan durch den Senat zum Podestà von Cremona bestimmt, doch lehnte er dieses Amt ab. Als der Doge Agostino Barbarigo am 20. September 1501 starb, war Loredan einer der Kandidaten, die bei der am 27. September beginnenden Wahl in Venedig waren. Nach sechs Runden wurde Loredan schließlich mit 27 der 41 Stimmen im ersten Wahlgang gewählt. Seine Wahl erfolgte vorrangig durch den Einfluss seiner Verwandtschaft und desjenigen seiner Frau. Auch der überraschende Tod des erfolgversprechendsten Kandidaten, des vermögenden Prokuratoren Filippo Tron, Sohn des Dogen Niccolò Tron, verbesserte seine Chancen gewählt zu werden. Allerdings stand ihm sein vergleichsweise geringes Vermögen im Wege – selbst 1514 wurde sein Vermögen auf eine Rendite von weniger als 300 Dukaten geschätzt. Wie es heißt, wurde seine Wahl, die der Prokurator Nicolò Mocenigo verkündete, mehr von den Gebildeten als vom Volk gefeiert.
Marin Sanuto schreibt: „è di facultà mediocre, da ducati 30 milia, è macilento de carne, tuto spirito, de statura grande, de pocha prosperità; vive con assai regula; è assa' colerico, ma savio al governo di la republica; et sempre il coleio le opinion sue, et in pregadi, è stà estimate“, er verfüge also über begrenzte Mittel von 30.000 Dukaten, sei hager, ganz Geist, von großer Statur, geringem Vermögen; er lebe mit vielen Regeln, sei ziemlich cholerisch, doch weise im Regieren der Republik; seine Auffassungen würden im Collegio und im Senat geschätzt. Er habe das Amt jedenfalls nicht, so Sanuto, „per meriti maritimi, nè terrestri“ erlangt.

### Das Dogenamt

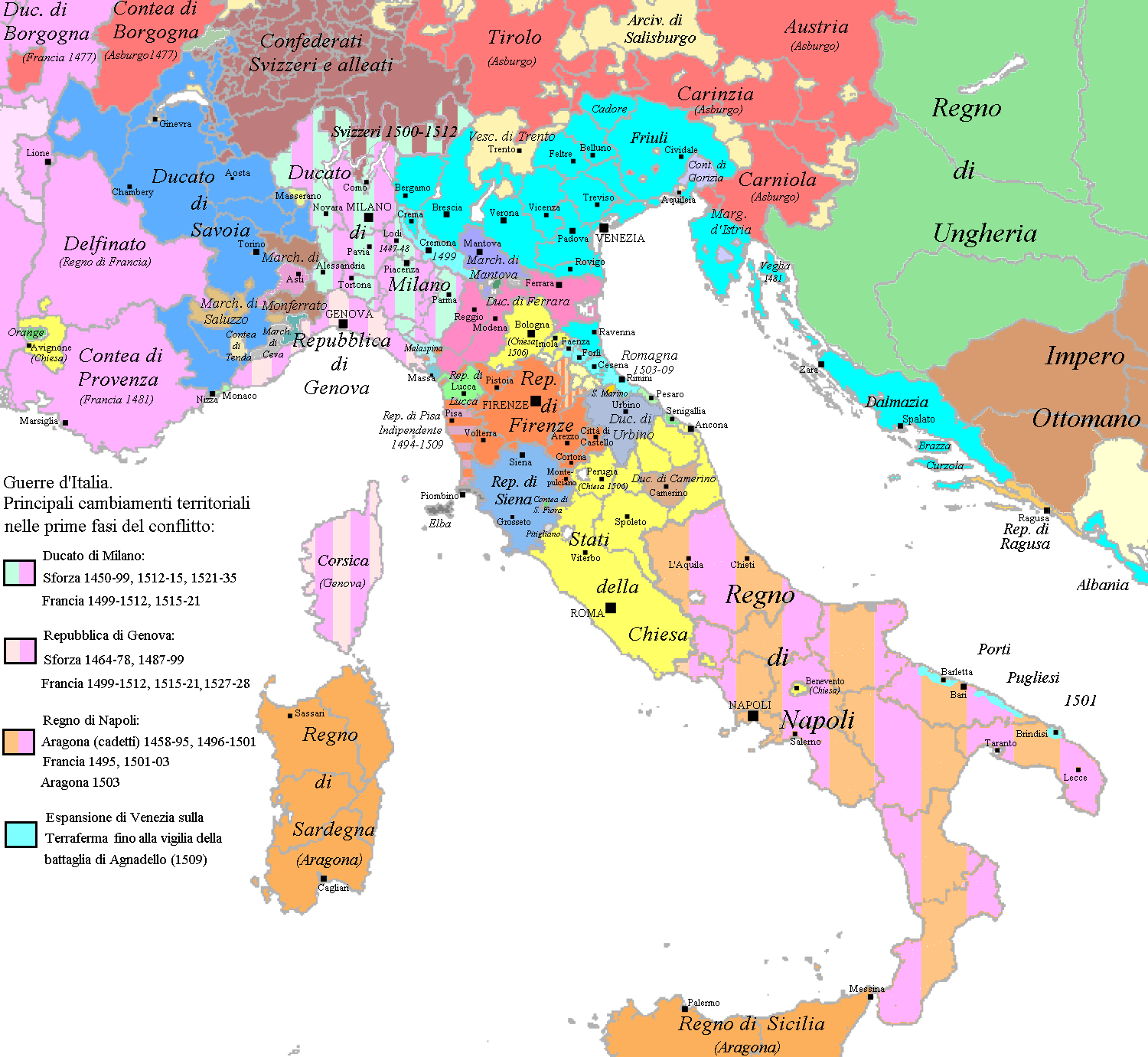
Territoriale Veränderungen in Italien und den umgebenden Gebieten zwischen 1495 und 1535

Die ersten Jahre Loredans waren durch eine Reihe militärischer und diplomatischer Erfolge gekennzeichnet. Besetzt war bereits eine Reihe von Häfen in Apulien sowie Cervia und Rimini in der Romagna. Mit dem osmanischen Sultan Bayezid II. konnte am 14. Dezember 1502 und am 20. Mai 1503 der Friedensschluss erneuert werden. Im Frühjahr 1508 sicherte sich Venedig gegen die Habsburger den Zugriff auf Triest, Görz und Fiume (Rijeka).

#### Kampf gegen die Liga von Cambrai (1509–1517)
Venedig agierte auf der höchsten Machtebene Europas, was den Kaiser und den König von Frankreich dazu veranlasste, am 10. Dezember 1508 ein Bündnis zu schließen, das sich vordergründig gegen die Osmanen richtete, das aber bald eine scharfe antivenezianische Note erhielt. Am 1. April 1509 schloss sich dem Bündnis, der Liga von Cambrai, Papst Julius II. an, nach dessen Vorbild auch Ferdinand von Aragón, dann auch die Herrscher von England und Ungarn, sowie Mantua, Savoyen und Ferrara.
Dabei ist die persönliche Rolle, die der Doge bei den sich anschließenden schweren Konflikten spielte, nicht von dem Handeln des venezianischen Patriziats als Ganzem zu unterscheiden. Immerhin bot der Doge dem Papst an, Fano und Urbino zu restituieren, doch zeigte er sich bei den anderen, von Julius beanspruchten Städten weniger entgegenkommend. Formal erkannte er diesen zwar als Oberherrn dieser Städte an, verlangte jedoch seine Investitur durch den neuen Papst, den Venedig als seinen Kandidaten betrachtet hatte. Wäre Julius darauf eingegangen, wären seine Ansprüche auf unabsehbare Zeit aufgeschoben worden.
Am 17. April 1509 erreichte ein französischer Gesandter die Lagune, um die Kriegserklärung Frankreichs zu überreichen, da sich Venedig Territorien gewaltsam und unrechtmäßig angeeignet habe. Am 27. April 1509 schleuderte der Papst, der das scheinbare Entgegenkommen durchschaute, die Exkommunikation gegen Venedig.
Die Juden flohen aus den Städten des Festlands, die Venedig an seine Gegner verlor. Mancherorts, wie in Treviso und Verona, beteiligte sich auch die lokale Bevölkerung an den Plünderungen. Nach Verona konnten die Vertriebenen acht Jahre lang nicht zurückkehren und blieben solange in Venedig. Ab 1516 lebten sie in einem eigenen Stadtteil unter Aufsicht, nämlich dem Ghetto.
Finanziert wurden die kaiserlichen Truppen durch Gelder der Fugger. Venedigs Söldnertruppen wurden mit großen Geldsummen auch der Familie Loredan unterstützt. Am 14. Mai 1509 unterlag Venedig in der Schlacht von Agnadello. Venedig verlor etwa 20.000 Soldaten auf dem Schlachtfeld, Andrea Gritti konnte immerhin rund 25.000 Mann unversehrt retten. Der Condottiere Bartolomeo d'Alviano geriet in Gefangenschaft.
Der Doge fiel angeblich bei Volk und Adel in Ungnade, als in der Folge große Teile Oberitaliens unter die Herrschaft der Liga gerieten; Mestre und andere Orte rund um die Lagune wurden befestigt. Loredan, der sich sicher war, dass die Untertanen Oberitaliens treu ergeben waren, denn, wenn sie „havesseno un pocho di spade, tajeriano tutti francesi et alemanni a pezi“ – wenn sie also ‚nur einige Schwerter hätten, würden sie die Franzosen und Deutschen in Stücke hauen‘. Er beschuldigte den Adel, den Staat nicht ausreichend zu finanzieren, weil er sich eher um seine eigenen Interessen kümmern würde. Er forderte seine Standesgenossen auf, „andar a combater per la nostra libertà“, also ‚hinauszuziehen und unsere Freiheit zu verteidigen‘. Der gesamte Große Rat schrie „Andemo! Andemo!“
Loredan selbst versuchte ein gutes Vorbild zu sein. Am 5. September schickte er seine Söhne Alvise und Bernardo mit 25 Patriziern und 100 Bewaffneten auf eigene Kosten zur Verteidigung von Padua aus, wo die Loredan Güter besaßen. Die unmittelbare Einmischung der Familie Loredan in die Kämpfe wiederholte sich im Oktober 1513 und im November 1514.
Durch geschicktes diplomatisches Taktieren, unterstützt durch ein Umschwenken des Papstes, wendete sich schließlich das Kriegsglück. Am 10. Februar 1510 kam es zu einem Friedensschluss mit dem Papst, der den Kirchenbann gegen Venedig aufhob. Loredan war es gelungen, einige Besitzungen Venedigs auf der Terraferma für Venedig zu erhalten. Venedig gründete seinerseits eine Liga mit dem Papst, dem Kaiser und Spanien, die sich nun gegen Frankreich als gemeinsamen Feind richtete. Friedensverhandlungen, die 1511 in Mantua geführt wurden, konnten einen weiteren Krieg nicht verhindern, in dem jetzt der Kaiser auf der Gegenseite stand.
In der Folge zeichnete sich der spätere Doge Andrea Gritti als fähiger Feldherr aus. Der Krieg zog sich mit wechselnden Bündnissen weiter hin, mit Frankreich wurde am 23. März 1513 das Abkommen von Blois geschlossen. Papst Julius war gestorben, ihm folgte 1513 Leo X. im Amt. Mitte September 1515 gelang den Venezianern ein Sieg bei Marignano gegen die kaiserliche Armee, genauer gesagt gegen dessen Schweizer Söldner. Sogar Mailand konnte erobert werden. 1516 folgte Brescia, 1517 Verona. Am 13. April 1517 trat Maximilian das Friaul wieder an Venedig ab. Der Krieg endete mit dem Vertrag von Brüssel. Venedig hatte den Krieg unter Loredan überraschenderweise nicht verloren, im Gegenteil war es gelungen, große Teile des Landbesitzes zurückzugewinnen.

#### Städtebauliche Wirkung

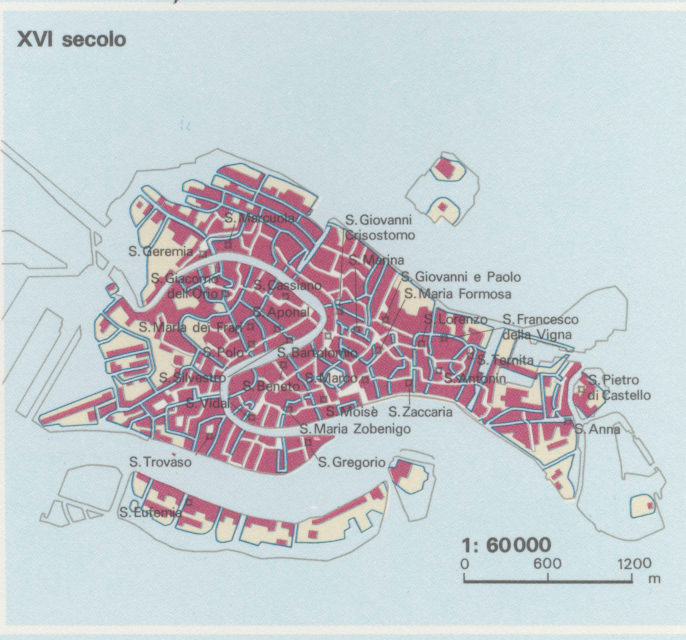
Karte Venedigs im 16. Jahrhundert

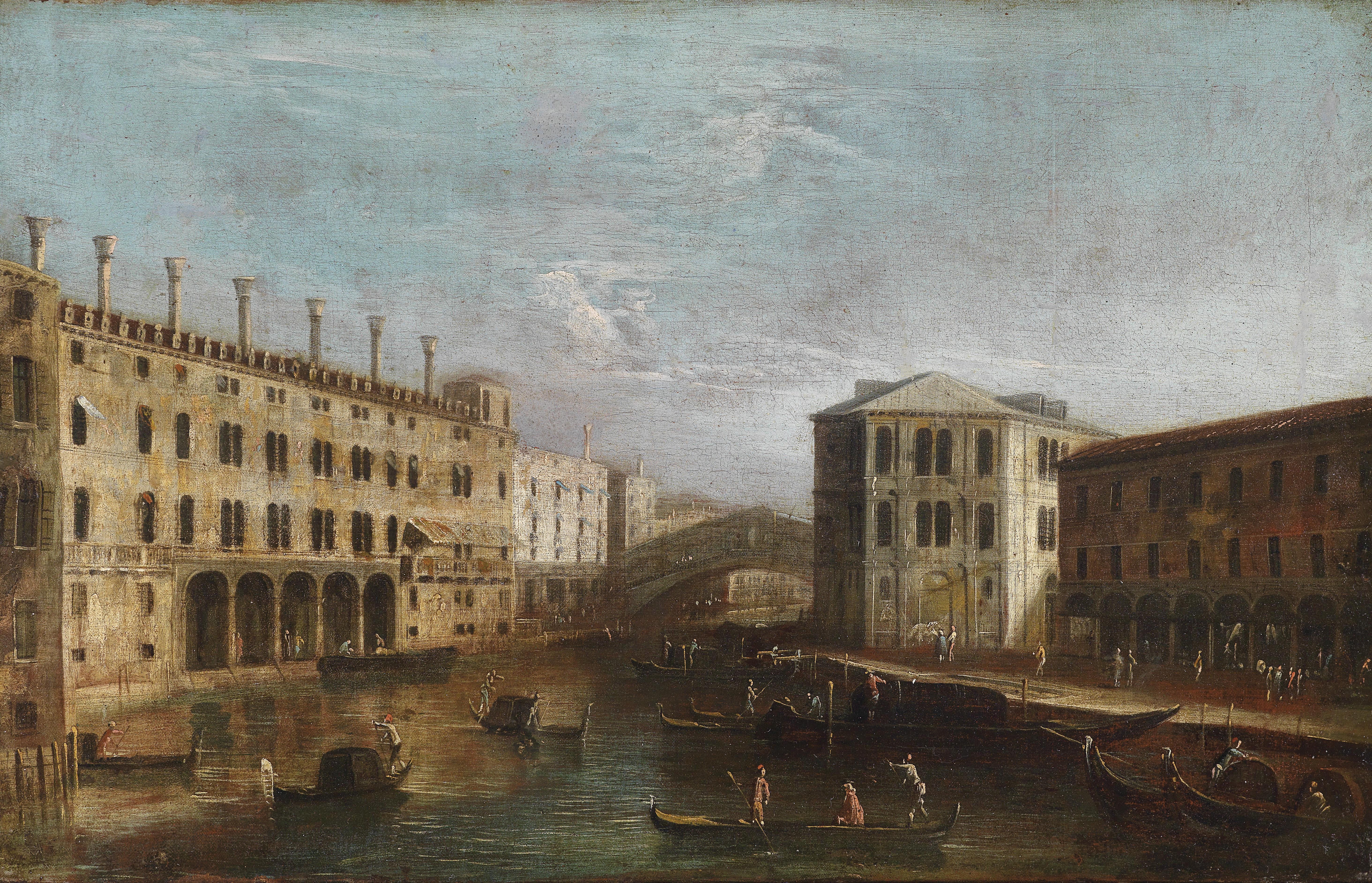
Vedute von Apollonio Domenichini (1715–1770) mit dem Fondaco dei Tedeschi, der Rialtobrücke sowie dem Palazzo dei Camerlenghi und dem Gebiet um den Rialtomarkt, dem Campo della Pescaria

Der unter Loredan errichtete Palazzo dei Dieci Savi zu Füßen der Rialtobrücke

Auf die Initiative des Dogen geht die Restrukturierung des Gebietes um die Rialtobrücke zurück. Nach den Stadtbränden von 1505 und 1514 und dem Wiederaufbau des Fondaco dei Tedeschi, des Handelshauses der Fernhändler aus dem Römisch-deutschen Reich – ein Werk der Meister Antonio Scarpagnino und Giorgio Spavento, dessen Fassade von Giorgione mit Fresken versehen wurde –, entstanden weitere Bauwerke in diesem ökonomischen Kernraum der Stadt. Dazu gehörten vor allem der Palazzo dei Dieci savi alle decime und die Restaurierung der hölzernen Rialtobrücke des Giorgio Spavento (1502).
Im Gebiet um den Markusplatz, dem politischen Zentralraum der Stadt, wurde die Cappella Zen des Markusdoms umgewandelt und neu ausgeschmückt (1504–1521). Das Werk Antonio Lombardos wurde 1505 durch drei Bronzepfeiler von Alessandro Lombardi bereichert. Auch wurde 1517 die Wiedererrichtung der Procuratorie (vecchie) begonnen.
Auf der Terraferma förderte der Doge die Anpassung der Stadtmauern der wichtigsten Städte an die Anforderungen der veränderten Kriegsführung. Den Auftrag dazu erhielt 1508 der Veroneser Ingenieur Giovanni Giocondo.
Neben der jüdischen Minderheit, die 1516 gezwungen wurde, ausschließlich im Ghetto zu leben, bestanden weitere Minderheiten, allen voran die Griechen, deren Zahl seit der Eroberung Konstantinopels durch die Osmanen (1453) stark angewachsen war. Die Griechen wurden zur größten Gemeinde in Venedig, ihre rund 10.000 Mitglieder erhielten 1514 das Recht, eine orthodoxe Kirche zu errichten, nämlich San Giorgio dei Greci. Ebenso war die Zahl der Armenier angewachsen, die bereits 1496 ihre Kirche Santa Croce weihten. Die Stadt dürfte insgesamt über 100.000 Einwohner gezählt haben.

#### Tod und Beisetzung, nachträgliche Untersuchung des Finanzgebarens
Die Gesundheit des Dogen war nie besonders stabil gewesen, doch 1514 schwächte ihn ein Sturz zusätzlich. Dennoch ließ er keine der zahlreichen Sitzungen aus. Während einer Anfang September 1517 abgehaltenen Sitzung konnte er plötzlich nicht mehr sprechen. Ab dem 14. Juni 1521 war er wegen eines schweren Fiebers nicht mehr in der Lage einen Gremienvorsitz zu übernehmen, wie es sein Amt erforderte. Fünf Tage später musste ihm ein Finger amputiert werden, ab dem 20. Juni konnte er kaum noch sehen, seine Zunge schwoll an. Am 21. Juni erhielt er die letzte Ölung; er starb am nächsten Tag zwischen 8 und 9 Uhr.
Bis 4 Uhr nachmittags wurde der Tod des Dogen auf Wunsch seiner Söhne geheim gehalten. Wie üblich wurde der Körper des Toten für die Einbalsamierung vorbereitet, dann, am Morgen des 23. Juni in die Sala del Piovego des Dogenpalasts überführt, wo der Sarg verschlossen wurde. Bei der eigentlichen Bestattung in San Zanipolo hielt Andrea Navagero die Grabrede. Pietro Bembo, zu dieser Zeit noch Abt und Sekretär Papst Leos X., war gleichfalls anwesend. Das einfache Grab mit einer blauen Marmortafel existiert nicht mehr.
Wie bei seinem Vorgänger Agostino Barbarigo, bei dem man nicht nur Korruption nachging, sondern sogar fürchtete, er wolle sich geradezu allmächtig machen, untersuchten auch diesmal drei Inquisitori sopra il doge defunto das Gebaren des verstorbenen Dogen. Der Prozess begann am 27. Juni 1521 mit der Wahl von Antonio Condulmer, Francesco Donà, des späteren Dogen, und Alvise Priuli. Vor allem Leonardo Loredans Sohn Lorenzo war damit beschäftigt. Am Ende musste er im Mai 1523 ein Bußgeld in Höhe von 2.700 Dukaten entrichten.

## Grabmal

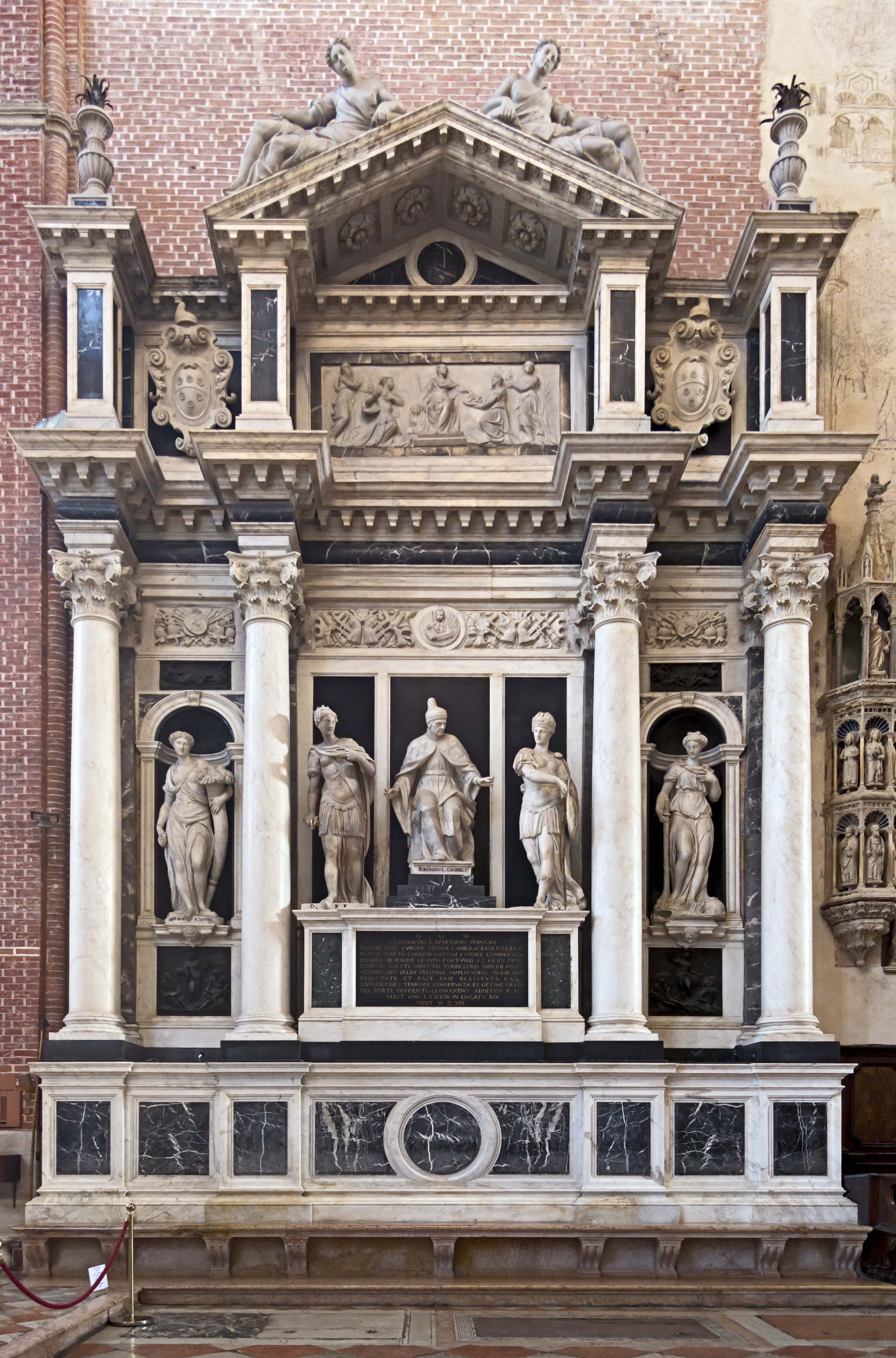
Das Grabmal Leonardo Loredans in Zanipolo

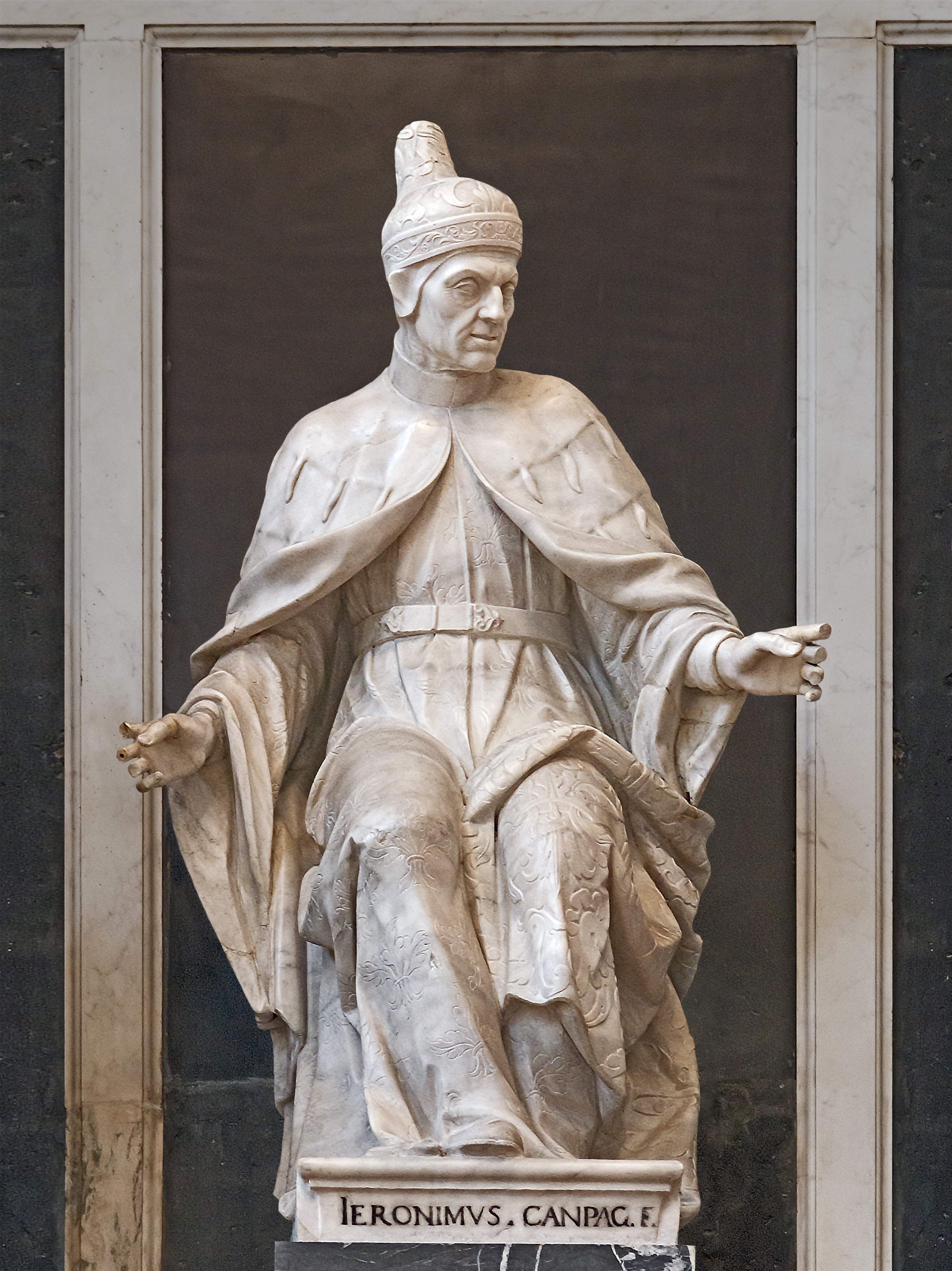
Statue des Dogen von Girolamo Campagna in San Zanipolo

Loredans Grabmal steht heute im Presbyterium von San Zanipolo. Erst um das Jahr 1572, nach dem Ende der Auseinandersetzungen zwischen den Erben und den Brüdern, entstand ein dreiteiliges, mit korinthischen Säulen aus Carrara-Marmor ausgestattetes Grabmal links vom Hochaltar.

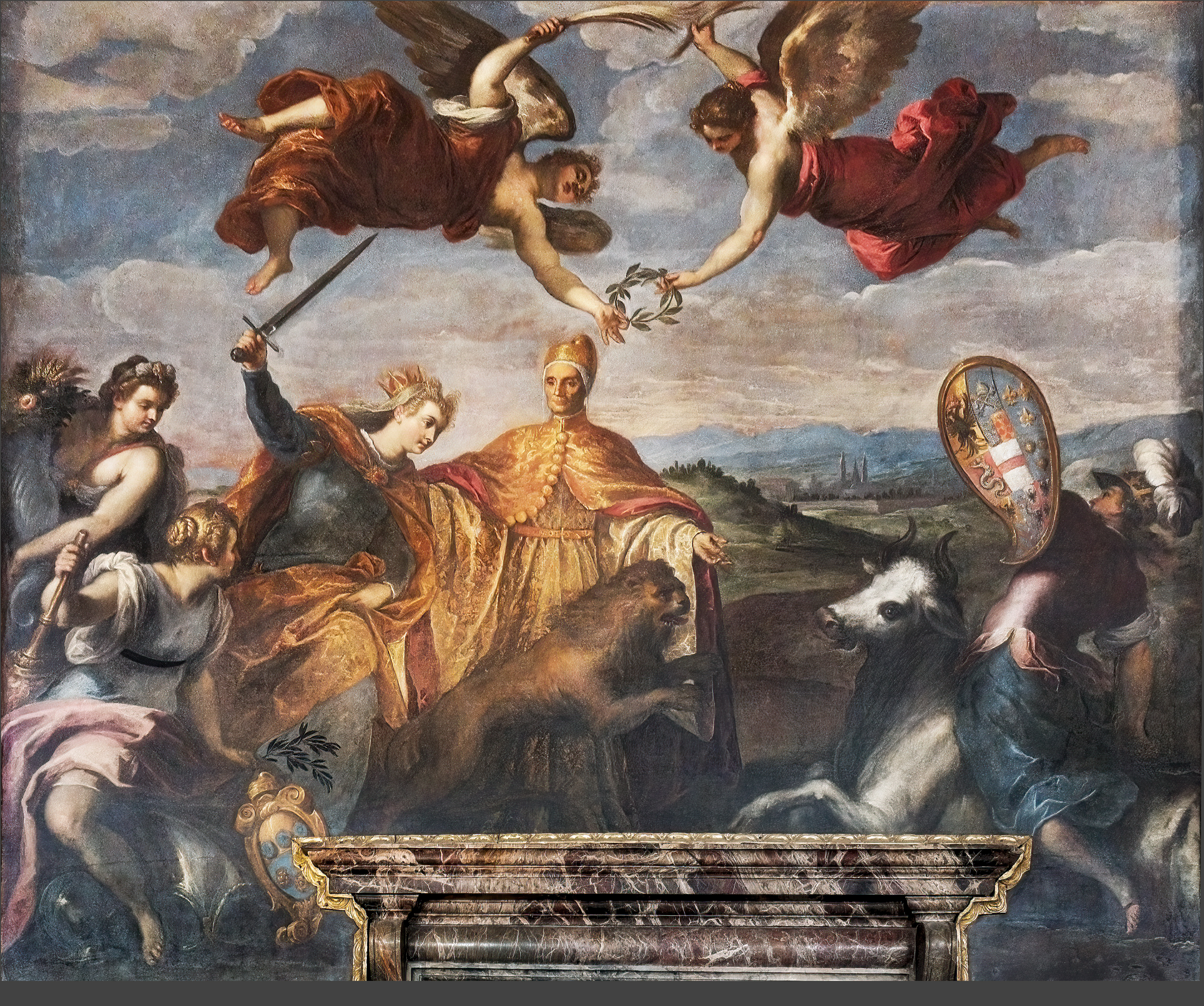
Loredan in der Mitte der politischen Allegorie Kampf Venedig gegen Europa von Palma dem Jüngeren (um 1590) im Dogenpalast, Sala del Senato: Die Allegorie vermag es die prekäre Situation, in der die Republik durch die gegen sie gerichtete Liga gebracht wurde und die 1509 zur militärischen Niederlage bei Agnadello führte, als Erfolg erscheinen zu lassen. Im Gemälde stürmen die Personifikation Venedigs und der venezianische Löwe so energisch auf Europa ein, die auf dem Stier reitet und abwehrend den Schild (mit den Wappen des Kaisers, des Papstes und der französischen und spanischen Monarchien) hebt, dass man in dieser die Unterlegene vermutet. Im Hintergrund ist Padua zu sehen, die Stadt, die von Venedig erobert wurde.

Die Architektur geht auf Girolamo Grappiglia zurück, die Skulpturen stammen von Girolamo Campagna und Danese Cattaneo (1510–1572), einem Schüler Jacopo Sansovinos. Letzterer schuf weitere Skulpturen, vor allem aber die Statue Venezias mit dem Schwert in der Hand. In dem Monument wird Loredan als Retter der Republik verherrlicht: Der Doge befindet sich zwischen den Kriegsgegnern, den allegorischen Figuren der Venezia und der Liga von Cambrai. Er wird von Abbundantia (Überfluss) und Pax (Frieden) begleitet. Das Grabmal selbst zeigt keine christlichen Motive, sondern ist ein weltliches Siegesmonument für Loredan.

## Bilder
- Giovanni Bellini: Porträt des Dogen Leonardo Loredan, National Gallery, London (s. o.)
- Giovanni Bellini und Werkstatt: Der Doge Leonardo Loredan mit zwei Magistratsbeamten, Staatliche Museen zu Berlin
- Giovanni Bellini: Der Doge Leonardo Loredan mit vier Söhnen, Gemäldegalerie Berlin (s. o.)[5]
- Vittore Carpaccio (zugeschrieben): Porträt des Dogen Leonardo Loredan, Bergamo
- Vincenzo Catena: Der Doge Leonardo Loredan wird vom Heiligen Markus der Madonna empfohlen, Votivbild (um 1505), Museo Correr, Venedig
- Alessandro Leopardi: Medaillon mit dem Profil des Dogen Leonardo Loredan, Flaggenpiedestal, Markusplatz / Piazetta, Bronzerelief
- Pietro Lombardo (zugeschrieben): Der Doge Leonardo Loredan kniet begleitet von drei Heiligen vor der Madonna, Marmorrelief, Sala degli Scarlatti, Dogenpalast